# Porto Rico nos Jogos Olímpicos de Verão de 2000
Porto Rico participou dos Jogos Olímpicos de Verão de 2000 em Sydney, Austrália.